# Герцог Терсейра
Герцог Терсейра (порт. Duque dа Terceira) — португальский аристократический титул. Он был создан 8 ноября 1832 года по указу короля Педру IV для Антониу Жозе де Соуза Мануэла де Менезеша Северима де Нороньи, 7-го графа Вилла-Флор и 1-го маркиза Вила-Флор (1792—1860).

## Фамилия и происхождение
Герцог де Терсейра был главой семьи Мануэл де Вильена. Руководители португальской ветви этой семьи выделились после брака Констансы Мануэл (1316—1345) с королем Португалии Педру I (1320—1367). Ее брат, Энрике Мануэл (1340—1390), находившийся в её окружении, получил титул графа де Сея в Португалии.
Эта семья также представлена в Испании, где глава семьи является герцогом Аревало д’Эль Рей, графом Виа Мануэль, маркизом Пуэбла-де-ла-Рокамора и т. д.
Семья происходит от Хуана Мануэля де Вильены, второго сына 3-го сеньора Челеса, кавалера Ордена Золотого руна и майордома германского императора Карла V. Хуан Мануэль де Вильена был потомком инфанта Хуана Мануэля, 2-го сеньора де Вильена (1282—1648), сына инфанта Мануэля, 1-го сеньора де Вильена (1234—1283) и внука короля Кастилии Фердинанда III.

## Первый герцог

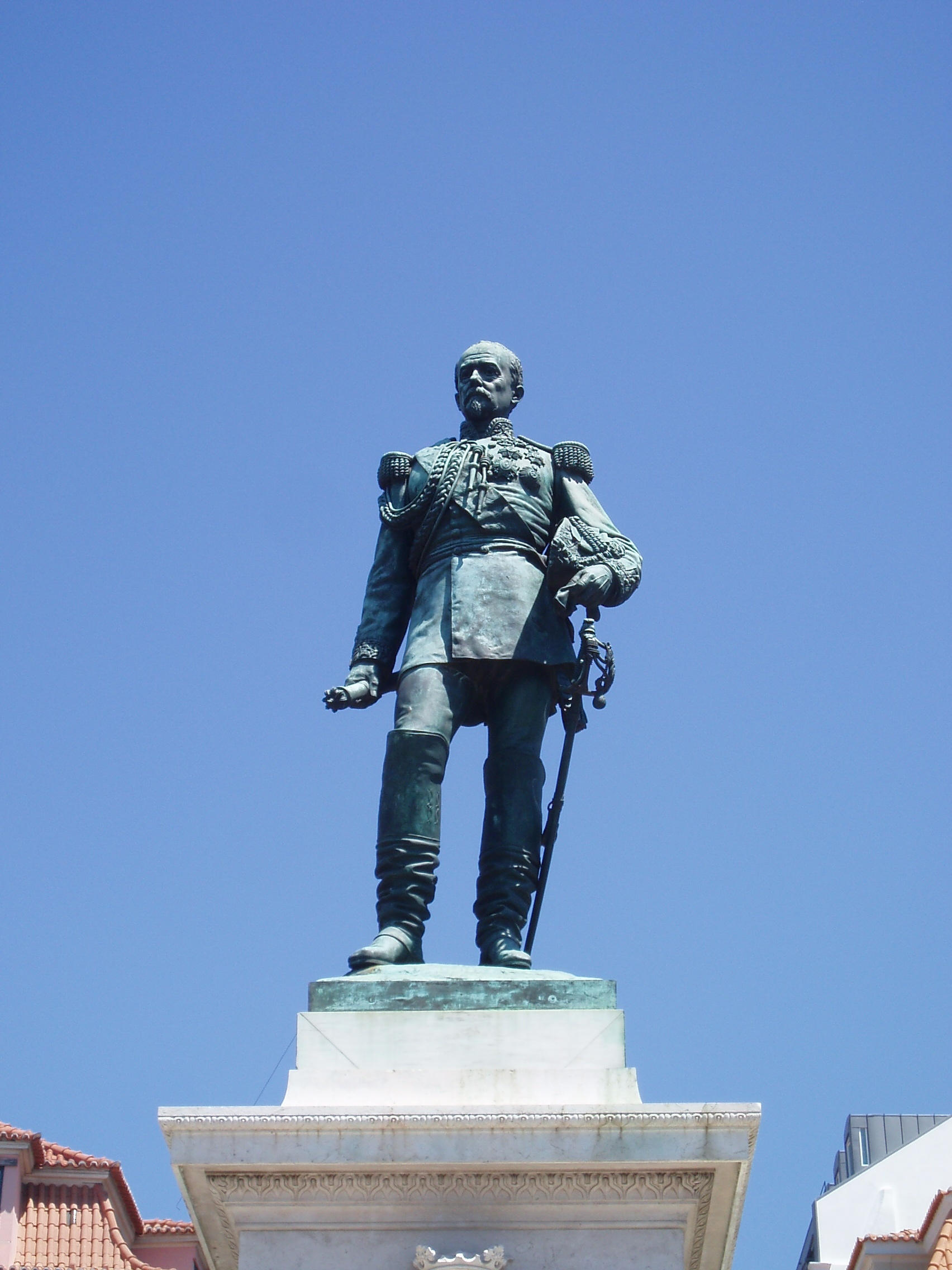
Памятник первому герцогу Терсейре в Лиссабоне

Антониу Жозе де Соуза Мануэль де Менезеш Северим де Норонья, 1-й герцог Терсейра (1792—1860), происходил от Санчо Мануэль де Вильена, 1-го графа Вила-Флор (1610—1677), маршала португальской армии во время Войны за независимость Португалии против Испании. Вместе с маркизом Мариалвой он одержал победы в битвах при Линхаш де Эваш, Монтес Кларос и Амейшиала. Также Санчо Мануэль де Вильена был назначен вице-королем Бразилии.
Герой Мигелистских войн, 7-й граф Вила-Флор, получил в награду титул герцога де Терсейра и чин маршала в награду за военные действия против мигелистов при Терсейре. После завоевания Порту он во главе либеральных сил 24 июля 1833 года вступил в Лиссабон. В мае 1834 года он выиграл битву при Ассейсейре, положив конец гражданской войне и подписал мирный договор в Эвора-Монте от имени короля Педру IV.
После войны Антониу Жозе де Соуза Мауэль де Менезеш Северим де Норонья четырежды занимал пост премьер-министра Португалии (1836, 1842—1846, 1851, 1859—1860).

## Преемственность
Титул герцога Терсейра получила во владение 10-я графиня Вила-Флор, Мария Луиза де Алмейда Мануэль де Вильена, графиня
Алпедринья, глава португальской ветви семьи Мануэль де Вильена (1926—1998). Она была дочерью Франциско Марии Мартинью де Алмейда Мануэль де Вильена, 9-го графа Вила-Флор, и внучкой Томаша Марии Мартинью де Алмейда Мануэль де Вильена, 8-го графа Вила-Флор, глава правительства короля Мануэля II в изгнании, сенатора, губернатора Браги и острова Мадейра.

## Список герцогов Терсейра
- Антониу де Норонья, 1-й герцог Терсейра, 7-й граф Вила-Флор, 1-й маркиз Вила-Флор (18 марта 1792 — 26 апреля 1860)
- Мария Луиза да Консейсау де Алмейда Мануэл де Вильена, 2-я герцогиня Терсейра, 10-я графиня Вила-Флор, 3-я графиня Алпедринья (6 декабря 1926—1998)
- Лоренсу да Бандейра Мануэл де Вильена де Фрейташ, 3-й герцог Терсейра, 4-й граф Алпедринья, 6-й граф Азаружинья, 12-й граф Вила-Флор (род. 21 декабря 1973).

## Настоящее время
Семья герцогов Терсейра проживает во дворце Вила-Флор в Лиссабоне, рядом с замком Сан-Жорже. 3-й герцог Терсейра, 4-й граф Алпедринья, 6-й граф Азаружинья, 12-й граф Вила-Флор, 14-й сеньор Вила-Флор, Дом Лоуренсу Мануэл де Вильена, профессор на юридическом факультете Лиссабонского университета, советник и исполняющий обязанности главы кабинета ряда членов правительства. Бывший член Дворянского совета и один из основателей Instituto португальской знати, уполномоченный герцога Браганса (главы королевского дома Португалии) и известный в Португалии, представитель Ассоциации бразильского дворянства в Европе.